# Missbrauchsaufsicht
Die Missbrauchsaufsicht ist, neben dem Verbot bzw. der Überprüfung von Kartellen und der Zusammenschlusskontrolle, eine der drei Säulen des Kartellrechts.
Die Missbrauchsaufsicht dient der Verhinderung des Ausnutzens einer marktbeherrschenden bzw. im deutschen Recht unter bestimmten Voraussetzungen auch bloß marktstarken, Stellung durch ein oder mehrere Unternehmen. Im Gegensatz zum (zweiseitigen) Kartell umfasst die Missbrauchsaufsicht nur einseitige Verhaltensweisen.
Die Missbrauchsaufsicht gilt nur der Bekämpfung missbräuchlichen Verhaltens durch ein bereits marktbeherrschendes Unternehmen. Der Aufbau der marktbeherrschenden Stellung hingegen wird davon nicht erfasst.

## Europäische Missbrauchsaufsicht
Die europäische Missbrauchsaufsicht ist in Art. 102 AEU-Vertrag (Vertrag über die Arbeitsweise der Europäischen Union) geregelt.

## Deutsche Missbrauchsaufsicht
Die deutsche Missbrauchsaufsicht ist im Gesetz gegen Wettbewerbsbeschränkungen (GWB) in den § 19, § 20 und § 21 geregelt.
Das deutsche Recht ist strenger als das europäische; so können Verhaltensweisen, die vom europäischen Verbot nicht umfasst sind, nach strengerem deutschen Recht untersagt werden. Vergleiche hierzu insbesondere § 20 Abs. 2 GWB.

## Österreichische Missbrauchsaufsicht
Die österreichische Missbrauchsaufsicht ist in § 5 Kartellgesetz geregelt. Diese Bestimmung ist nahezu wortgleich mit Art. 102 AEUV. Eine Definition des Begriffes Marktbeherrschung findet sich in § 4 Kartellgesetz.

## Schweizerische Missbrauchsaufsicht
Die schweizerische Missbrauchsaufsicht ist in Art. 7 des Bundesgesetzes über Kartelle und andere Wettbewerbsbeschränkungen (Kartellgesetz, KG, SR 251) geregelt.